# 浪曲子守唄
『浪曲子守唄』（ろうきょくこもりうた、Samurai'ｓ Lullaby ) は、1966年の日本映画。主演 ： 千葉真一、監督 ： 鷹森立一、製作 ： 東映、モノクロ・シネマスコープ、83分。『子守唄シリーズ』の第一作。

## 解説
1963年12月に発表された一節太郎のダブルミリオン「浪曲子守唄」の歌詞である“逃げた女房にゃ 未練はないが
お乳ほしがる この子が可愛い～”を土台にして、父と幼い息子の絆と愛情を描いた作品。幼い息子を必死に育てる子煩悩な父親・文吾に千葉真一が、健気な息子・健一に5歳の真田広之 (当時の芸名は下沢広之) が、それぞれ扮している。千葉は日本で1966年9月5日に公開された『太陽に突っ走れ』と本作で、歌謡映画2作品を立て続けに主演した。真田はこの後も子役として活動していくが、複数の千葉主演作品に出演し、中学生でジャパンアクションクラブ (JAC ) へ入団するなど、実際にも千葉の教え子となった。主な脇役には、文吾の別れた妻・志保に瑳峨三智子、沼田組の親分に根上淳、文吾親子とひょんなことから関わりを持つ娘・照子に大原麗子らを配している。

## ストーリー
博打打ちの世界で名を知られていた遠藤文吾だが、妻の志保と別れた後、渡世人の世界から足を洗い、息子の健一を立派に育てようと飯場で働いていた。

## キャスト
- 千葉真一 ： 遠藤文吾

- 大原麗子 ： 照子
- 下沢広之 ： 遠藤健一
- 一節太郎 ： 歌手
- 浦辺粂子 ： すぎ
- 天野新士 ： 村上
- 小林稔侍 ： トラ
- 岡部正純 ： ガサ
- 日尾孝司 ： 木崎の乾分達
- 土山登志幸 ： 沼田の乾分達
- 山之内修 ： 沼田の乾分達
- 木川哲也 ： 村上の乾分A
- 秋山敏・須賀良 ： 追手
- 武智豊子 ： とり
- 赤木春恵 ： 飲み屋のおかみ
- 清見淳 ： 巡査
- 水城一狼 ： 呼込み
- 香月三千代 ： 雑賀屋のおかみ
- 黒沢妙子 ： 「市松」の女給
- 沢田浩二 ： 「市松」のボーイ
- 栗原正邦 ： 子供A
- 河合絃司 ： 大衆食堂の親爺
- 小塚十紀雄 ： 賭場の客A
- 岡野耕作 ： 賭場の客B
- 打越正八 ： 賭場の客C
- 織本順吉 ： 源蔵
- 久保一 ： 人夫A
- 志摩栄 ： 館主
- 根上淳 ： 沼田
- 大村文武 ： 若杉
- 今井健二 ： 伊藤
- 安部徹 ： 木崎
- 瑳峨三智子 ： 志保

## スタッフ
- 監督 ： 鷹森立一
- 企画 ： 扇沢要・吉田達
- 脚本 ： 池田雄一
- 脚色 ： 成澤昌茂
- 原案 ： 成澤昌茂
- 撮影 ： 西川庄衛
- 録音 ： 小松忠之
- 照明 ： 銀屋謙蔵
- 美術 ： 中村修一郎
- 音楽 ： 菊池俊輔
- 編集 ： 長沢嘉樹
- スチール ： 丸山忠士

## 主題歌
「浪曲子守唄」
- 作詞・作曲 ： 越純平、唄 ： 一節太郎　1963年12月1日発売